# Dobje pri Lesičnem
Dobje pri Lesičnem je naselje v Občini Šentjur. V kraju stoji cerkev sv. Ožbolta, ki spada pod Župnijo Prevorje.